# 奧古斯特·艾姆斯
奧古斯特·艾姆斯（英語：August Ames，1994年8月23日—2017年12月6日），加拿大女色情演員。艾姆斯於2013年11月進入成人電影界；在此前，她從事調酒和日晒床行業。她出演的首部電影為《Selfies》（2014年），由邪惡影像製作。
其他作品如《I Love My Sister's Big Tits》（2014年）、《Bikini Model Mayhem》（2016年）和《Model for Murder: The Centerfold Killer》（2016年）。

## 逝世
2017年12月5日，23歲的艾姆斯被發現陳屍於加利福尼亞州卡馬里奧的家中，她的死被文圖拉縣的法醫裁定為自殺。媒體暗示她的死肇因於她拒絕與男同志色情片的演員拍攝色情片，有些評論認為艾姆斯恐同，但艾姆斯曾表示自己是雙性戀者，也曾表示自己喜歡男同性戀圈；艾姆斯認為該男同志色情片演員的公司對於人類免疫缺乏病毒的檢驗較為寬鬆，並認為自己有權行使其自主權。她在推特上的反彈聲浪在她的死亡報告中被描述為網路霸凌。艾姆斯的朋友也指出艾姆斯患有憂鬱症。

## 圖集

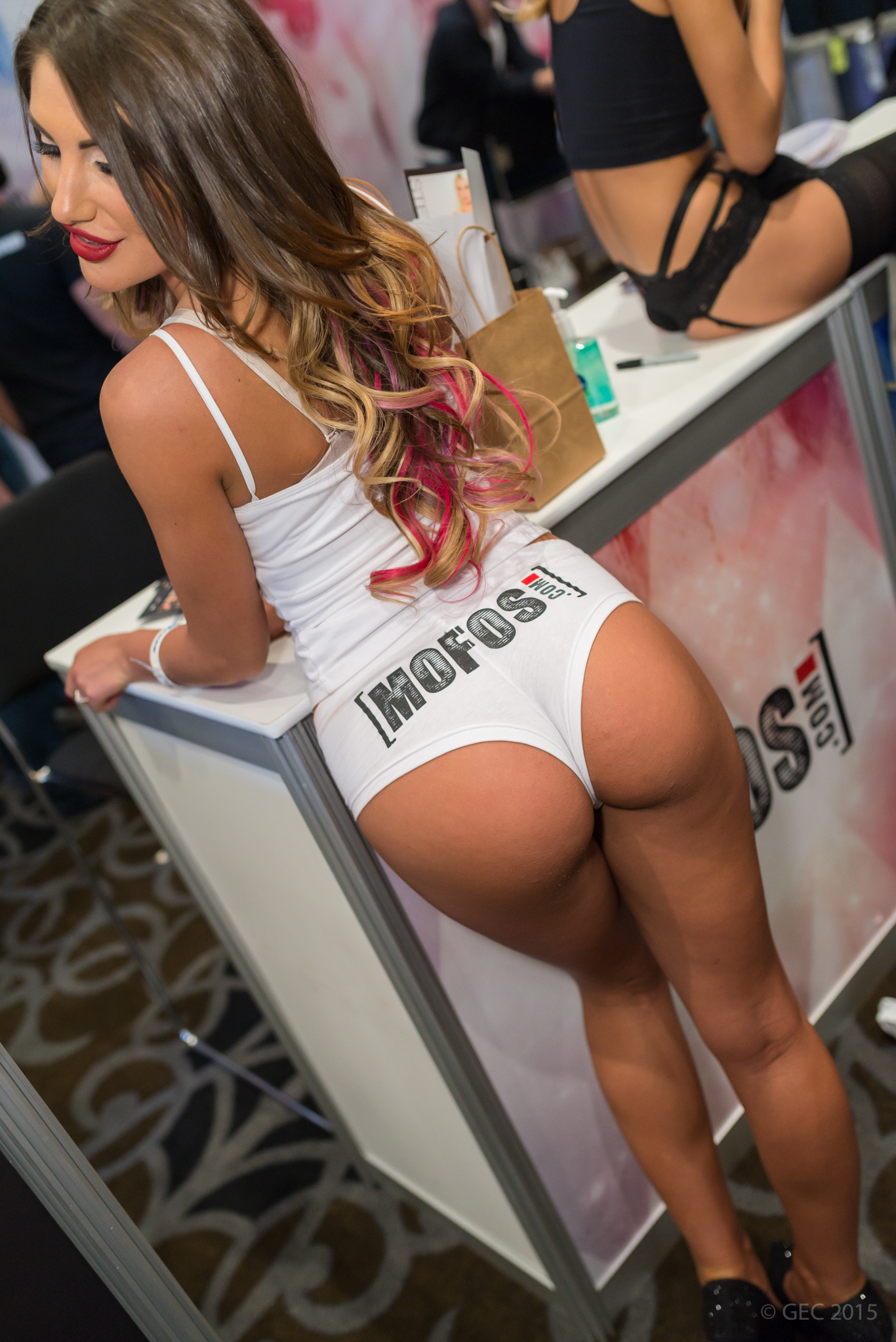
2015年，艾姆斯在位於拉斯維加斯的AVN成人娛樂博覽會會場

## 外部連結
- 奧古斯特·艾姆斯的X（前Twitter）
- August Ames在互联网电影资料库（IMDb）上的資料（英文）
- August Ames在網際網路成人電影資料庫
- 成人電影資料庫上August Ames的资料（英文）